# Sinner (álbum de Joan Jett)
Sinner es el undécimo álbum de estudio de Joan Jett and the Blackhearts, publicado el 13 de junio de 2006 por Blackheart Records. La mayoría de las canciones fueron extraídas del álbum de 2004 Naked, que solo fue publicado en tierras japonesas.

## Lista de canciones
| N.º | Título                                               | Producer              | Duración |  |
| 1.  | «Riddles»                                            | Laguna                | 4:01     |  |
| 2.  | «A.C.D.C.» (Cover de Sweet)                          | Laguna                | 3:20     |  |
| 3.  | «Five» (de Naked)                                    | Laguna, Ted Templeman | 5:14     |  |
| 4.  | «Naked» (de Naked)                                   | Laguna                | 3:51     |  |
| 5.  | «Everyone Knows» (de Naked)                          | Laguna, Bob Rock      | 3:13     |  |
| 6.  | «Change the World»                                   | Laguna                | 3:07     |  |
| 7.  | «Androgynous» (Cover de The Replacements) (de Naked) | Laguna, Templeman     | 3:08     |  |
| 8.  | «Fetish» (de Naked)                                  | Laguna                | 3:23     |  |
| 9.  | «Watersign» (de Naked)                               | Laguna, Templeman     | 3:10     |  |
| 10. | «Tube Talkin'» (de Naked)                            | Laguna, Templeman     | 3:37     |  |
| 11. | «Turn It Around» (de Naked)                          | Laguna, Jett          | 3:44     |  |
| 12. | «Baby Blue» (de Naked)                               | Laguna, Templeman     | 4:06     |  |
| 13. | «A Hundred Feet Away»                                | Laguna                | 2:33     |  |
| 14. | «Bad Time» (de Naked)                                | Laguna, Levine        | 5:01     |  |

## Créditos
- Joan Jett - guitarra, voz
- Dougie Needles	- guitarra
- Enzo Penizzotto - bajo
- Thommy Price - batería
- Kenny Laguna - teclados